# 桐國
桐國是先秦的一个小型诸侯国，在今安徽省桐城市北和潜山县一带。
《路史》引用《世本》作空桐。偃姓（一说为子姓），为商朝之同族封国，商代时可能在今河南省虞城县东北一带，周灭商后，部分桐人逃至安徽桐城，在淮夷的南部和群舒之间复立桐国。春秋时期桐國成为楚国的附庸。前508年（鲁定公二年），桐国背叛楚国而依附吴国，吴王阖闾派舒鸠国诱骗楚国人，说：“请楚国用军队逼近我国，我国就进攻桐国，为了让他们对我国没有猜疑。”。战国时期，桐国最终被楚国所灭，但具体亡国年份目前不详，《桐城县志》认为周显王三十六年（前333年）楚灭越时，桐国仍然存在并再度依附楚国。